# Liste des phares en Floride

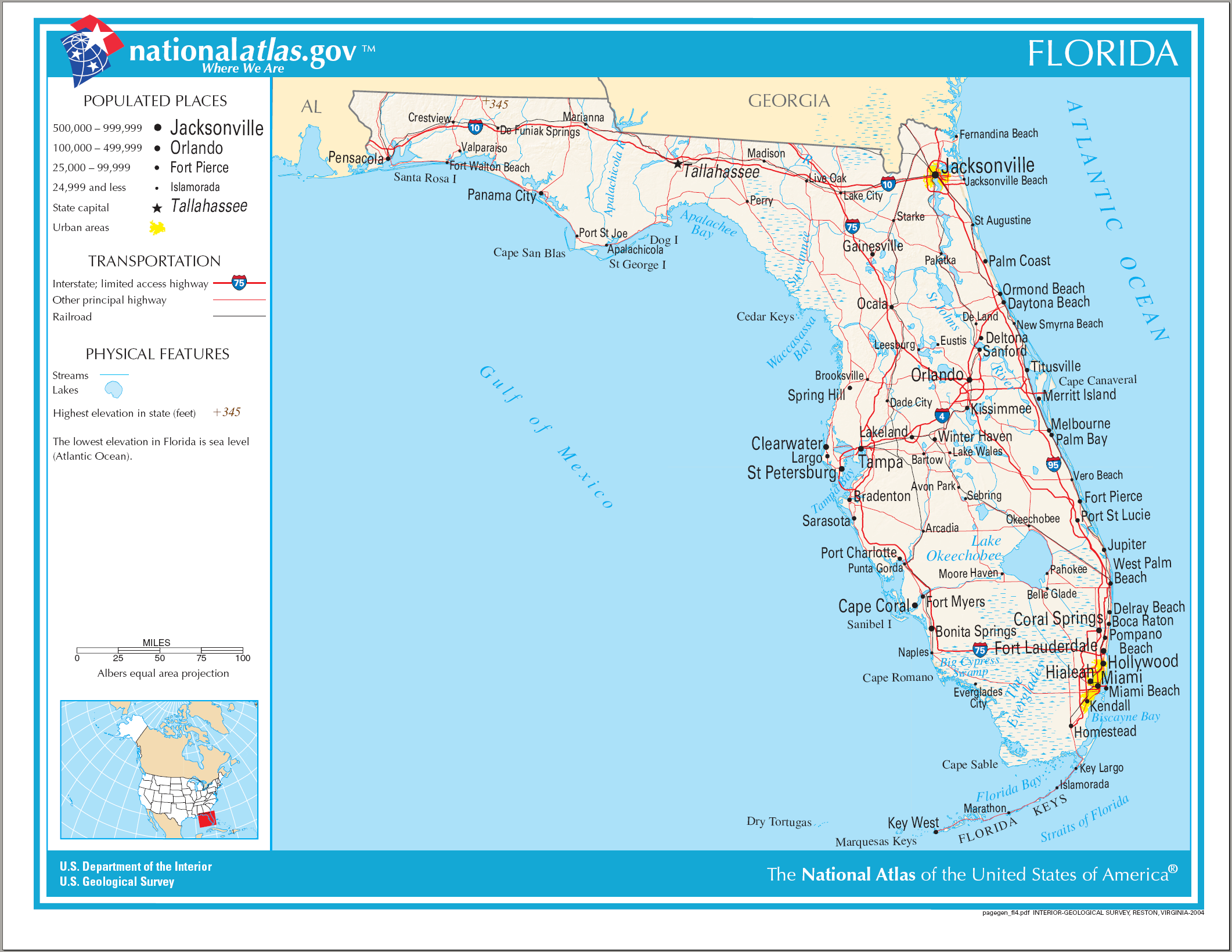
Carte de la Floride

La liste des phares en Floride dresse la liste des phares de l'État américain de la Floride répertoriés par la United States Coast Guard, de la frontière de l'Alabama à celle de la Georgie. 
Les aides à la navigation en Alabama sont gérées par le huitième et septième district de l' United States Coast Guard , mais la propriété (et parfois l’exploitation) de phares historiques a été transférée aux autorités et aux organisations de préservation locales.
Leur préservation est assurée par des sociétés locales de la American Lighthouse Foundation (en), dont la Florida Lighthouse Association (FLA)  et la Florida Keys Reef Lights Foundation  et sont répertoriés au Registre national des lieux historiques (*).

## Golfe du Mexique

### Comté d'Escambia

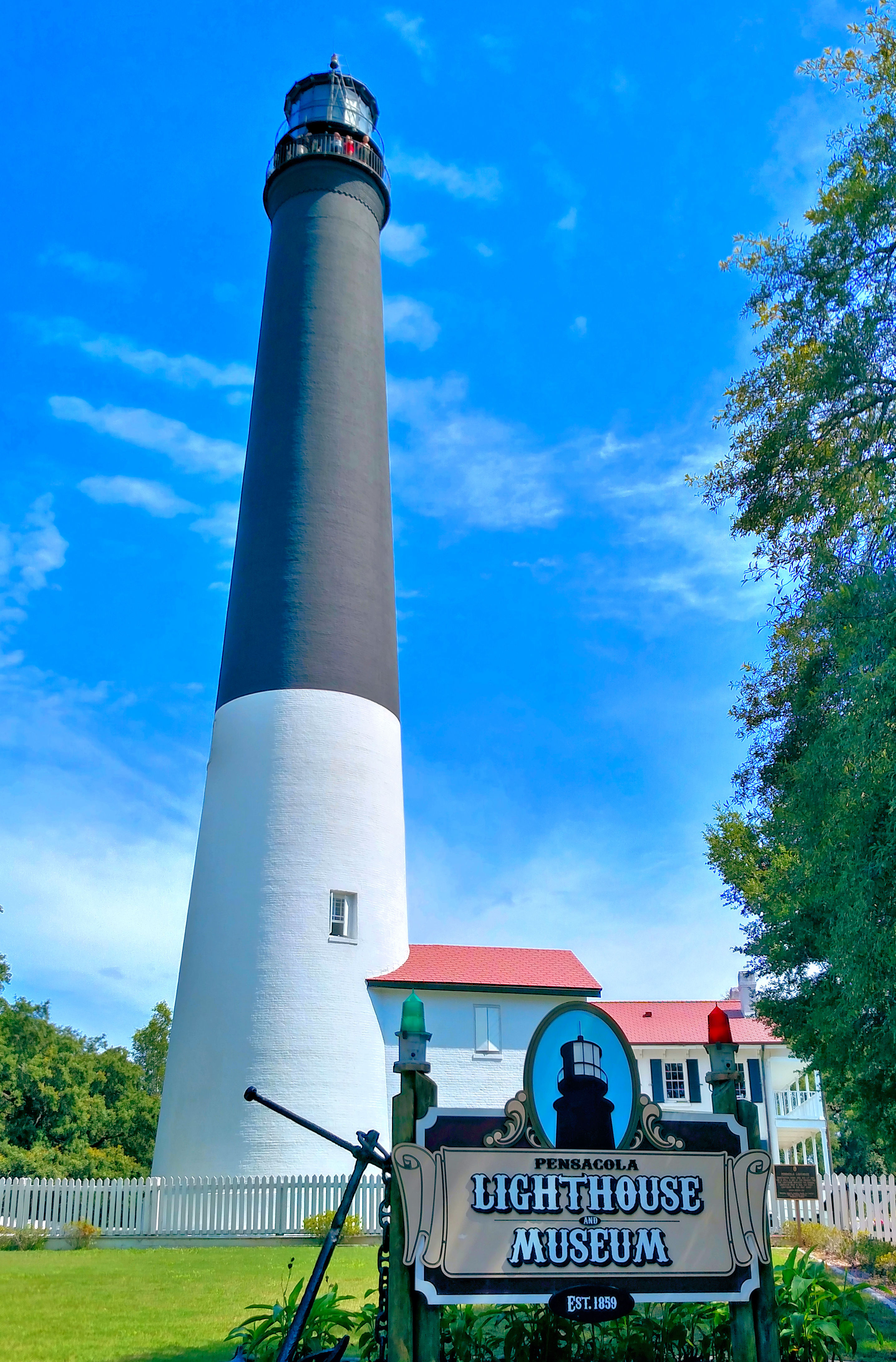
Pensacola

- Phare de Pensacola *

### Comté de Gulf
- Phare de Cape San Blas *
- Phare de St. Joseph Point

### Comté de Franklin
- Phare de Cape St. George *
- Phare de Crooked River *

### Comté de Wakulla
- Phare de St. Marks *

### Comté de Levy

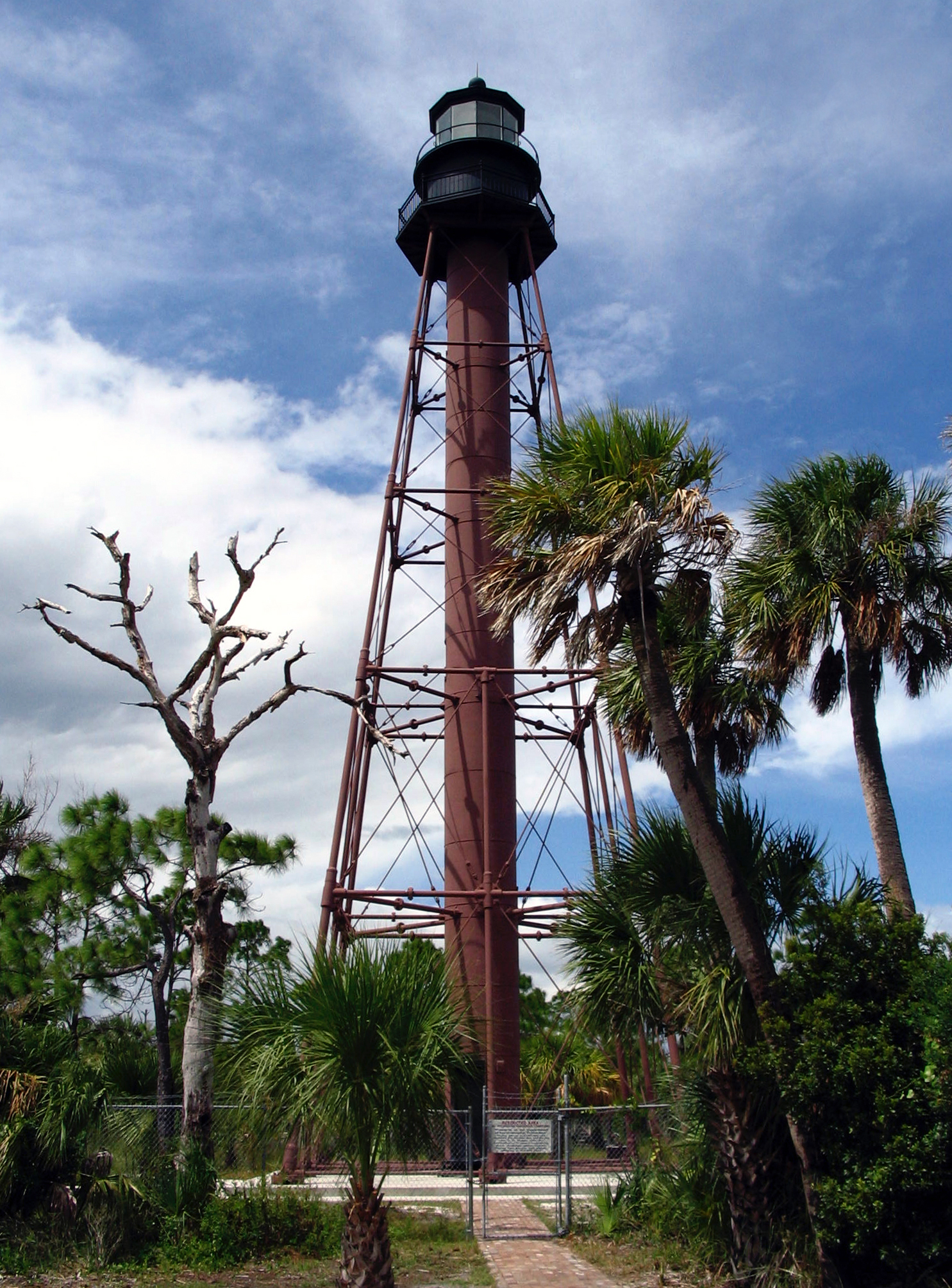
Anclote Key

- Phare de Cedar Key (Inactif)

### Comté de Pinellas
- Phare de Anclote Key *
- Phare de Tampa Bay Watch

### Comté de Hillsborough
- Phare d'Egmont Key

### Comté de Lee

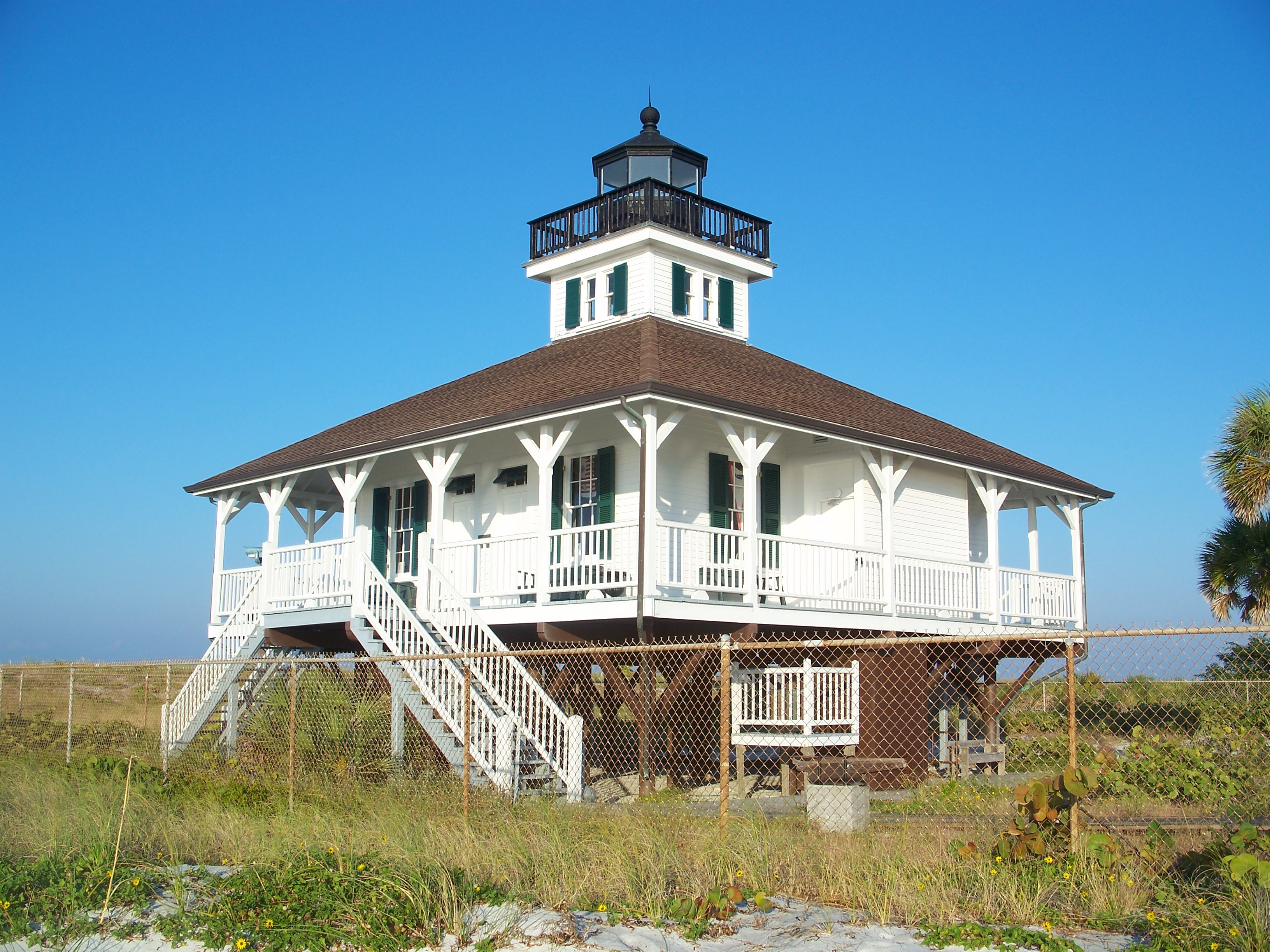
Boca Grande

- Phare de Gasparilla Island
- Phare de Port Boca Grande *
- Phare de Sanibel Island *

## Les Keys

### Key Largo

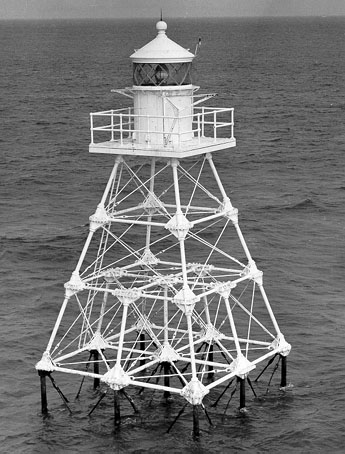
Pacific Reef

- Phare de Carysfort Reef *
- Phare de Molasses Reef
- Phare de Pacific Reef

### Islamorada
- Phare de Alligator Reef *

### Marathon

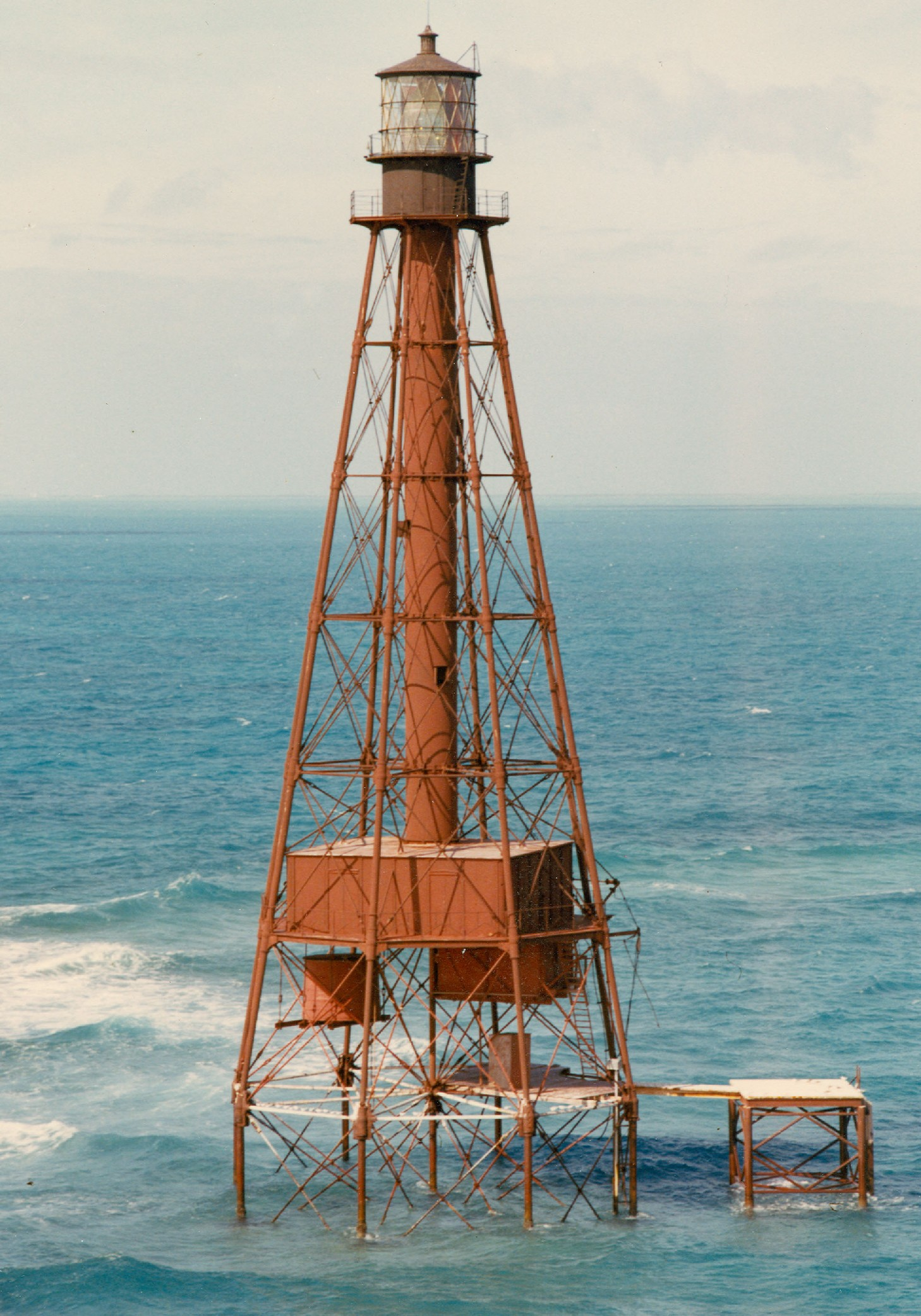
Sombrero Key

- Phare de Sombrero Key *

### Key West
- Phare d'American Shoal *
- Phare de Key West(Musée)
- Phare de Smith Shoal
- Phare de Sand Key *

### Parc national de Dry Tortugas
- Phare de Garden Key (Inactif)
- Phare de Dry Tortugas

## Côte Atlantique

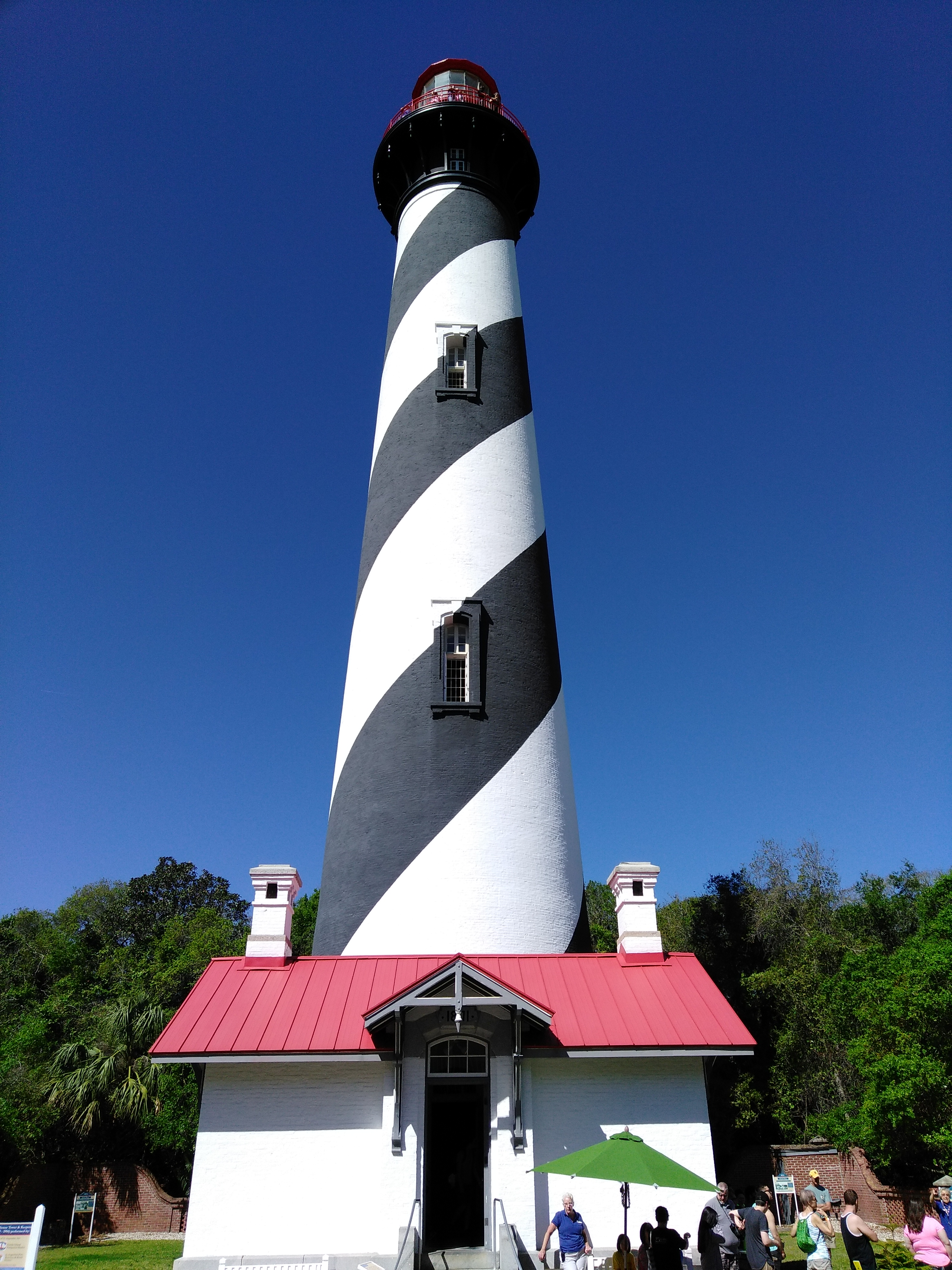
St. Augustine

### Comté de Nassau
- Phare d'Amelia Island *

### Comté de Duval
- Phare de Saint Johns River * (Inactif)
- Phare de Saint Johns *

### Comté de Saint Johns
- Phare de St. Augustine *

### Comté de Volusia
- Phare de Ponce de Leon Inlet *

### Comté de Brevard
- Phare de Cap Canaveral

### Comté de Palm Beach
- Phare de Jupiter Inlet *

### Comté de Broward
- Phare d'Hillsboro Inlet *

### Comté de Miami-Dade
- Phare de Cape Florida *
- Phare de Fowey Rocks *
- Phare de Boca Chita Key *